# 颱風范斯高 (2013年)
颱風范斯高（英語：Typhoon Francisco），在菲律賓被稱為颱風烏爾杜哈（英語：Typhoon Urduja），是場強勁的颱風。據聯合颱風警報中心稱，其強度已達到相當於萨菲尔-辛普森飓风风力等级中的五級標準。范斯高是2013年太平洋颱風季的第25場獲得命名的風暴和第十場颱風，於10月16日在關島以東的一個存在已久的對流區中形成。在有利的條件下，它迅速增強為熱帶風暴，然後掠過關島以南。范斯高在該島西南方停滯後轉向西北移動，進入溫暖的水域和微弱风切变的環境，隨後發展成颱風。聯合颱風警報中心於10月18日將其升級為超級颱風，而日本氣象廳估計其10分鐘最大持续风速為每小時195公里，隨後逐漸減弱。范斯高轉向東北後於10月24日減弱為熱帶風暴。風暴掠過沖繩縣和日本本土東南方後，於10月26日加速並轉變成溫帶氣旋，並於當天晚上消散。
范斯高給關島和北马里亚纳群岛帶來烈風，吹倒一些樹木並造成$15萬（2013年美元）的損失。颱風還給關島帶來強降雨，伊納拉詹的最高降雨量達到201毫米。隨後，范斯高給沖繩縣帶來陣風和一些降雨。鹿儿岛县有3,800戶家庭停電。伊豆大島在一周前颱風韋帕引發傷亡慘重的泥石流後，接獲全島疏散警告。日本四國高知县仁淀川町的降雨量達到600毫米，為全國最高。

## 氣象歷史
10月15日早上，關島東北偏東約750公里處持續出現一對流區。起初，該系統位於中等风切变的區域內，但熱帶氣旋發展條件逐漸變得更有利。10月15日中午12時，日本氣象廳（JMA）估計一熱帶低氣壓在關島以東約450公里處形成。數小時後，聯合颱風警報中心（JTWC）發布熱帶氣旋形成警報，並於10月16日早上開始針對第二十六號熱帶低氣壓發布公告。當時，該低氣壓正在關島東南約100公里處掠過。系統形成後在北方的高壓脊引導下向西南偏西移動。隨着雷暴活動變得更有組織，受惠於高的海面溫度和減弱中的風切變，其環流得以整合。10月16日上午6時，日本氣象廳將低氣壓升級為熱帶風暴范斯高。
由於范斯高組織快速且其外流量增加和高空反氣旋的形成，致使它的對流中心在10月16日晚上形成風眼特徵。基於范斯高的結構有所改善，日本氣象廳於10月16日晚上6時將其升級為強烈熱帶風暴，並於翌日上午6時將其升級為颱風。由於引導氣流減弱，范斯高的前進速度有所放緩，且由於副熱帶高壓脊的延伸，范斯高於10月17日開始向西北偏北飄移。當天晚上，颱風擁有一直徑28公里的風眼，四周被深層對流環繞，並在同一時間在關島和北马里亚纳群岛以西掠過。引導范斯高的高壓脊有所增強，風暴加速向西北移動。隨着眼牆對流變得更加明顯，范斯高持續增強，聯合颱風警報中心於10月18日將其升級為超級颱風。晚上6時，日本氣象廳估計颱風達到最高10分鐘持續風速每小時195公里。10月19日，聯合颱風警報中心表示范斯高的最高1分鐘持續風速已升至每小時260公里，相當於萨菲尔-辛普森飓风风力等级中的五級標準；當時，其風眼的直徑縮小到只有19公里。

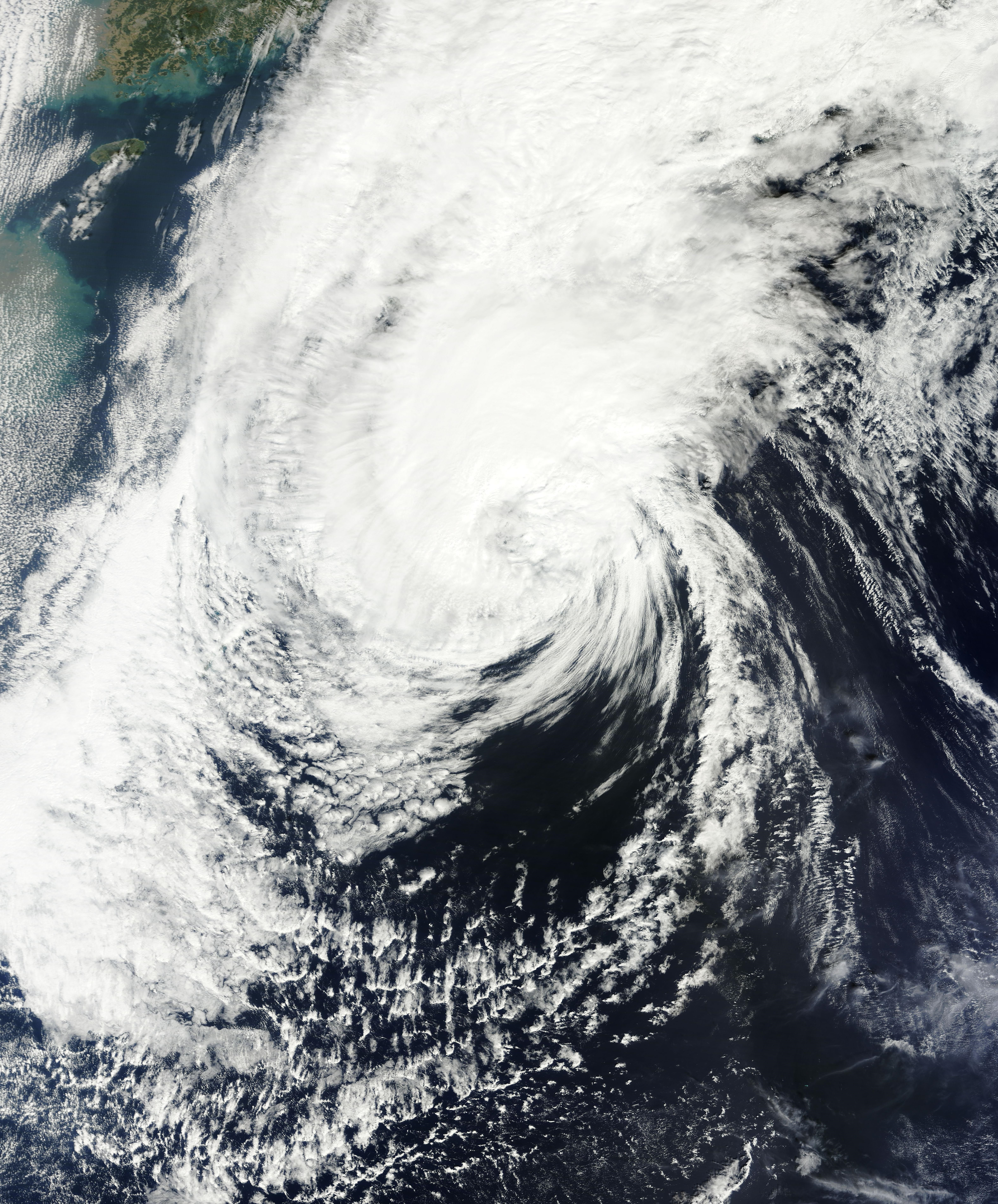
10月25日位於日本以南的強烈熱帶風暴范斯高

在維持最高強度約36小時後，范斯高開始減弱。風眼因風切變的影響而變得不甚清晰。到10月21日，風眼變得粗糙且被雲層填塞，而風暴的整體在衛星影像上也顯得被拉長。當天，颱風進入菲律賓大氣地球物理和天文服務管理局（PAGASA）的責任區，該局給范斯高給予當地名稱「烏爾杜哈」（Urduja），該機構隨後於10月23日停止發布公告。儘管范斯高的持續風力大幅下跌，但天氣條件整體維持有利，使其風眼仍然清晰可見。10月22日晚上，熱帶氣旋開始受乾空氣影響，暖濕空氣的流動遭切斷，風暴沿路上的海溫也隨之下降。於是，范斯高的風眼消失且對流有所減弱。來自朝鲜半岛的一道低壓槽使北方的高壓脊有所減弱，颱風的移速放緩，並使其於10月24日轉向北和東北。范斯高在沖繩縣東南約210公里處掠過後，其強度跌破颱風標準。風暴在掠過日本以南時開始與一道向其靠近的冷锋相互作用，並使其圍繞副熱帶高壓脊移動。環流因風切變增加而從對流中暴露出來，聯合颱風警報中心於10月25日停止發布公告，並宣布范斯高正在進行溫帶氣旋轉變過程。翌日，范斯高轉變成溫帶氣旋，但於當日晚上在日本東南方消散。

## 防災措施及影響
當范斯高在關島附近發展時，當地的國家氣象局辦公室向關島、羅塔島、天寧島和塞班島發布熱帶風暴警告。在關島，1,223人疏散至九所作為緊急避難所的學校。受風暴影響，越野跑邀請賽延遲一天舉行。在其發展階段，范斯高在關島和北馬里亞納群島以南掠過。在關島，安德森空军基地的陣風達到每小時84公里，而塞班島及羅塔島錄得的風速分別為每小時63及61公里。當颱風第二次靠近該島時，陣風不像之前那麼強勁。颱風還給關島帶來強降雨，伊納拉詹的降雨量達到201毫米。該區的損失總計$15萬（2013年美元），且僅限於被吹倒的樹木。風暴期間關島一度停電，但由於首次使用新安裝的儀表，能準確顯示停電發生的位置，關島電力局很快就恢復供電。
隨後，范斯高掠過沖繩縣附近，帶來陣風和一些降雨。關東地方的網球錦標賽因風暴的威脅而被逼取消。風暴進一步靠近，迫使日本煉油公司南西石油暫停其位於沖繩縣工廠的部分海上作業。風暴過後，島上約100名美軍人員協助清除道路上的瓦礫和沙子。大分熱火魔鬼隊的籃球比賽因颱風帶來的不穩定天氣而取消。范斯高的陣風導致鹿儿岛县約3,800戶家庭停電。四國全境出現強降雨，高知县仁淀川町的48小時累計降雨量約600毫米。在伊豆大島，由於一周前颱風韋帕引發傷亡慘重的泥石流，官員建議全島所有8,365名居民撤離，這是27年來的首次。大約1,300人收到強制疏散令。伊豆大島的降雨量總計約150毫米。從當地撤離的人員在風暴離開該區後可以返回自己的寓所。

## 外部連結
- 日本氣象廳有關颱風范斯高（1327）的一般資訊（页面存档备份，存于），取自數位颱風網 （英語）
- 日本氣象廳有關颱風范斯高（1327）的最佳路徑數據（页面存档备份，存于） （日語）
- 聯合颱風警報中心有關第二十六號超級颱風（范斯高）的最佳路徑數據（页面存档备份，存于） （英語）
- 美國海軍研究實驗室有關26W.范斯高（页面存档备份，存于） （英語）